# San Raffaele Cimena
San Raffaele Cimena is een gemeente in de Italiaanse provincie Turijn (regio Piëmont) en telt 2939 inwoners (31-12-2004). De oppervlakte bedraagt 11,2 km², de bevolkingsdichtheid is 262 inwoners per km².
De volgende frazioni maken deel uit van de gemeente: Piana, San Raffaele Alto, Cimena.

## Demografie
San Raffaele Cimena telt ongeveer 1372 huishoudens. Het aantal inwoners steeg in de periode 1991-2001 met 18,1% volgens cijfers uit de tienjaarlijkse volkstellingen van ISTAT.
| Jaar | Inwoneraantal |
| ---- | ------------- |
| 1991 | 2384          |
| 2001 | 2815          |

## Geografie
De gemeente ligt op ongeveer 195 m boven zeeniveau.
San Raffaele Cimena grenst aan de volgende gemeenten: Chivasso, Brandizzo, Castagneto Po, Settimo Torinese, Gassino Torinese, Rivalba.